# 周康王
周康王（约前1040年—前996年），姬姓，名釗，西周第三代天子，周成王之子。周康王与其父周成王统治期间，社会安定、百姓和睦、“刑错四十余年不用”，被誉为成康之治。
夏商周断代工程将周康王在位時間定為前1020年至前996年，此观点的准确性有待考证。《太平御览》引《帝王世纪》和《通鉴外纪》均记载周康王在位26年。

## 生平

### 继位
周成王去世前，担心太子钊不能胜任国事，就命召公奭、毕公高率领诸侯辅佐太子登基。周成王逝世后，召公奭、毕公高率领诸侯，带着太子钊去拜祭先王的宗庙，用周文王、武王开创基业的艰难反复告诫太子，让他力行节俭、戒除贪欲，专心治理国家。太子钊于是继位，为周康王。

### 统治期间
周康王继位后，作《康王之诰》通告天下诸侯，向他们宣扬周文王、武王两代的功绩。周康王还命毕公高写下督促臣下努力工作的策书，并且派人划定了首都镐京（今陕西省西安市长安区斗门街道以北）的边界，让民众在不同的村落居住。周康王还曾经在酆宫（周文王庙，今陕西省户县东）举行诸侯大会，史称“酆宫之朝”。酆宫之朝作为著名的诸侯朝会与夏启时的钧台之享、商汤时的景亳之命、周武王时的孟津之誓、周成王时的岐阳之蒐、周穆王时的涂山之会、齐桓公时的召陵会盟、晋文公时的践土之盟并称。周康王在位期间主张节俭，晋侯燮修筑了华丽的宫殿，周康王便派使者责备晋侯燮的铺张浪费。周康王还封唐叔虞的少子公明于贾（今山西省襄汾县西贾乡），建立贾国。
康王十二年六月，周康王亲自由镐京步行至丰京（今陕西省西安市西南、沣河以西）祭祀先祖，沿途由毕公高率军护卫。周康王在祭祀时作《毕命》，督促毕公高要好好教化商朝的遗民。周康王还喜欢游历名山大川、修筑城池。庐山有康王谷，山顶有一城名叫钊城，就是为了纪念周康王游历至此而取名。娄县东南九十里海中有金山城（今上海市金山区境内），由周康王下令修建。

### 平定东夷
东夷是商、周时期中原居民对黄河流域下游居民的总称。周成王、康王时期，东夷多次发动大规模的叛乱。周康王在位期间，命卫康伯率领殷八师、溓公率领师氏、有司和随从小国军队以及太保召公奭所率军队多路出击，平定了东夷的叛乱。经过此战，东夷元气大伤，再无能力发动大规模的叛乱。除此之外，周康王还命卫康伯率军北征，一直到达泾阳（今陕西省泾阳县）附近。

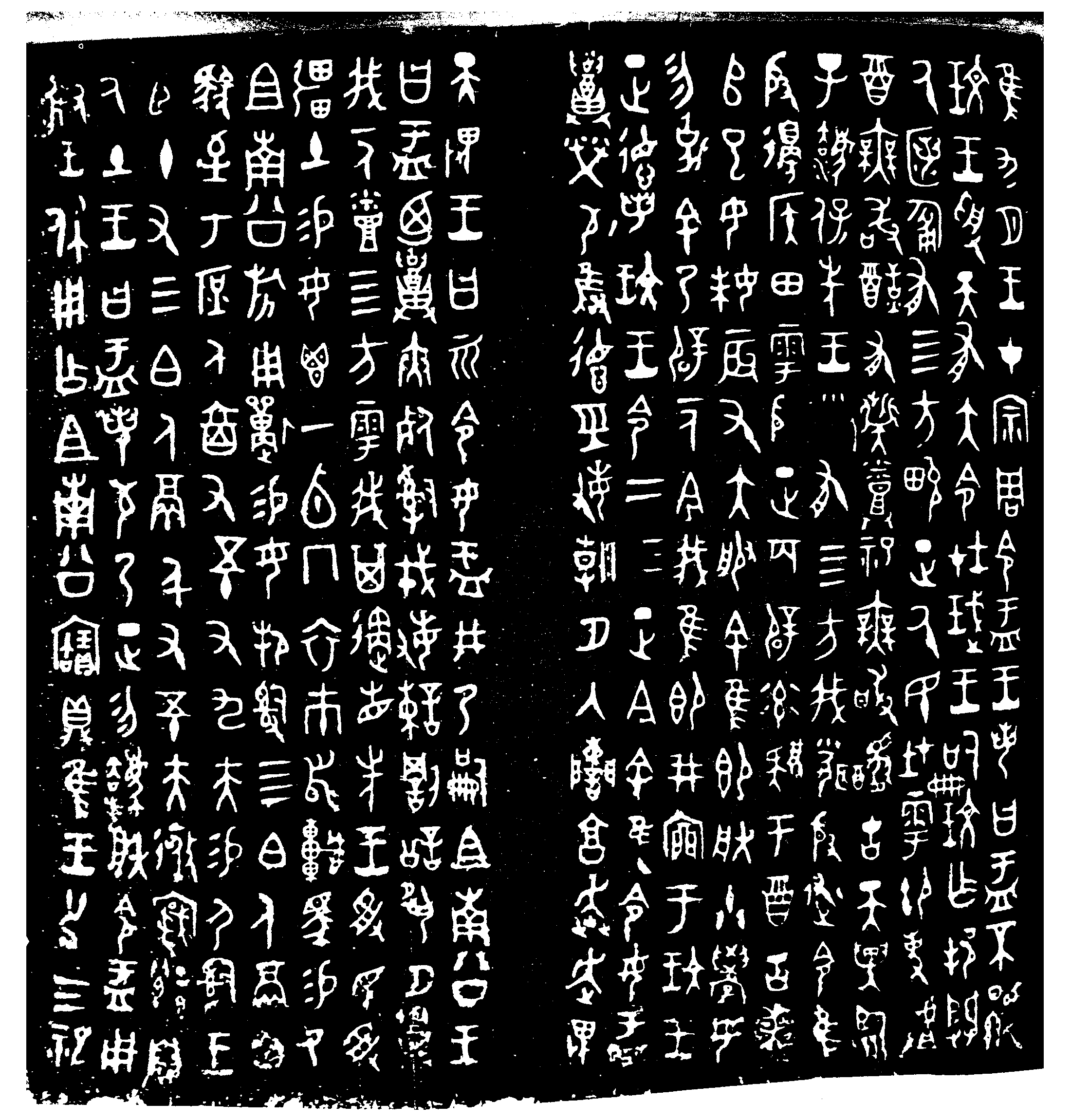
大盂鼎铭文拓片 大盂鼎是周康王时青铜器，现藏于中国国家博物馆

### 怠慢楚君
周康王时，吕尚之子齐丁公、卫康叔之子卫康伯、唐叔虞之子晋侯燮和周公旦之子鲁公伯禽擔任周朝大臣，共同侍奉周康王，他们都得到了周康王赏赐的珍宝之器，而同时也擔任大臣侍奉周康王的楚君熊绎却没有得到。前530年楚灵王提及此事时，仍然感到十分愤慨。周康王怠慢楚君熊绎，最终为楚国在周昭王时期的反叛埋下了祸根。

### 去世
周康王去世，享年五十七歲，其子周昭王继位。周昭王统治期间，西周国力开始走向衰落。

## 评价
周康王与其父周成王统治期间，百姓生活和睦，天下太平，歌功颂德之声四处兴起，“刑错四十余年不用”，被誉为成康之治。